# الساندرو کاسترو
الساندرو کاسترو (انگلیسی: Alessandro Castro؛ زادهٔ ۲۶ فوریهٔ ۲۰۰۰) بازیکن فوتبال اهل ایالات متحده آمریکا است.
وی همچنین در تیم ملی فوتبال Honduras U17 بازی کرده‌است.